# 김영철 (1946년)
김영철(金英哲 / 金英徹, 1946년 ~ )은 조선민주주의인민공화국 국무위원회 위원 조선민주주의인민공화국의 군인 겸 정치인이다. 조선인민군 대장으로 조선로동당 중앙위원회 위원 겸 당 중앙군사위 위원이다. 최고인민회의 제12기 대의원이다.

## 경력
1946년 량강도에서 태어나 만경대혁명학원, 김일성군사종합대학을 졸업했다. 1962년 인민군 15사단 DMZ 민경중대에서 근무했으며, 1968년 인민군 소좌로 푸에블로 호 미국 정보함 납치 사건 당시 군사정전위원회 연락장교를 맡았다. 1989년 2월부터 1990년 7월까지 조선인민군 소장, 인민무력부 부국장의 자격으로 남북고위당국자회담 예비접촉 북측대표(1~8차)를 지냈다. 1990년 9월부터 1992년 9월까지는 남북고위급회담 대표(1~8차)를 역임했으며, 1992년 3월부터 8월까지 남북고위급회담 군사분과위원회 북측위원장(1~7차)을 지냈다. 1992년 5월 남북군사공동위원회 위원을 역임했다. 1998년 9월 최고인민회의 제10기 대의원을 지냈다. 2009년 4월 이후 제12기 대의원으로 있다. 2000년 4월 남북정상회담 의전경호 실무자접촉 수석대표를 지냈다. 2006년 3월부터 2007년 12월까지 인민군 중장으로  남북장성급 군사회담 북측대표(3~7차)를 맡았다. 인민군 상장으로 승진하여 조선인민군 총참모부 정찰총국장으로 있다. 2010년 9월 조선로동당 중앙위원회 위원 겸 당 중앙군사위 위원에 선임되었다. 2010년 11월 조명록, 2011년 12월 김정일 사망 당시에 국가 장의위원회 위원을 맡았다. 2014년 10월 판문점에서 남북 군사군사당국 접촉 때 대표 중 한명으로 참석했다. 2019년 4월 10일 노동당 7기 4차 전원회의에서 조선로동당 중앙정무국 통일전선부장에서 경질되었다. 2023년에 통일전선부 고문으로 다시 위촉되었다.

## 같이 보기
- 천안함 침몰 사건
- 조선인민군 정찰총국